# Rue Franciscus Vandevelde
La rue Franciscus Vandevelde est une rue bruxelloise de la commune d'Auderghem qui relie l'avenue Léopold-Florent Lambin à la rue Émile Rotiers sur une longueur de 310 mètres.

## Historique et description
Cette rue fait partie de la seconde cité-jardin construite à Auderghem dans les années 1950 par la société Les Habitations et Logements à Bon Marché (HLBM).
Le 25 avril 1952, le conseil donna à cette rue (en construction) le nom d'un prisonnier politique : Franciscus Vandevelde[réf. souhaitée].
- Les HLBM ont commencé la construction par les no 19 à 41, le 3 avril 1952.